# Ladutjärnen (Leksands socken, Dalarna)
Ladutjärnen är en sjö i Leksands kommun i Dalarna och ingår i Dalälvens huvudavrinningsområde.